# Crocallis brevipennis
Crocallis brevipennis är en fjärilsart som beskrevs av Edward Alfred Cockayne 1946. Crocallis brevipennis ingår i släktet Crocallis och familjen mätare. Inga underarter finns listade i Catalogue of Life.